# Dampierre (Haute-Marne)
Pour les articles homonymes, voir Dampierre.
Dampierre est une commune française située dans le département de la Haute-Marne, en région Grand Est.

## Géographie

### Localisation
Le village est situé à seize kilomètres au nord-est de Langres, sur la voie romaine allant d'Andemantunnum à Augusta Treverorum.

### Hydrographie
La commune est dans la région hydrographique « la Seine de sa source au confluent de l'Oise (exclu) » au sein du bassin Seine-Normandie. Elle est drainée par la Coudre, le ruisseau de Poinson, le Fossé 01 de Champ Roue, le ruisseau de Pre Simard et le ruisseau de Vauchemoche,.

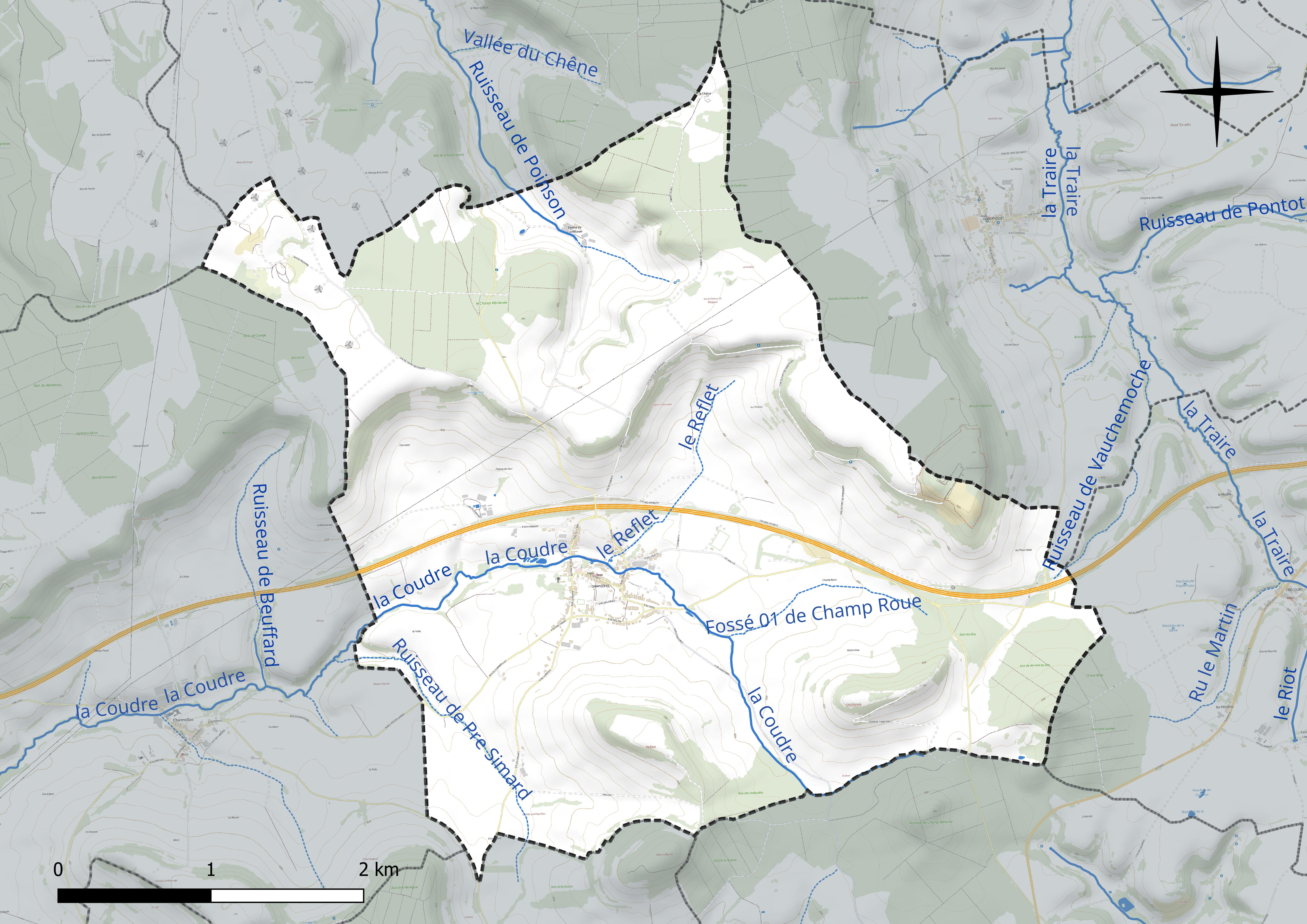
Réseau hydrographique de Dampierre.

### Climat
Pour des articles plus généraux, voir Climat du Grand Est et Climat de la Haute-Marne.
En 2010, le climat de la commune est de type climat de montagne, selon une étude du Centre national de la recherche scientifique s'appuyant sur une série de données couvrant la période 1971-2000. En 2020, Météo-France publie une typologie des climats de la France métropolitaine dans laquelle la commune est exposée à un climat océanique altéré et est dans la région climatique  Lorraine, plateau de Langres, Morvan, caractérisée par un hiver rude (1,5 °C), des vents modérés et des brouillards fréquents en automne et hiver. 
Pour la période 1971-2000, la température annuelle moyenne est de 9,5 °C, avec une amplitude thermique annuelle de 16,9 °C. Le cumul annuel moyen de précipitations est de 972 mm, avec 13,3 jours de précipitations en janvier et 9,1 jours en juillet. Pour la période 1991-2020, la température moyenne annuelle observée sur la station météorologique de Météo-France la plus proche, « Neuilly-l'Évêque », sur la commune de Neuilly-l'Évêque à 5 km à vol d'oiseau, est de 10,3 °C et le cumul annuel moyen de précipitations est de 859,2 mm. 
La température maximale relevée sur cette station est de 38,8 °C, atteinte le 25 juillet 2019 ; la température minimale est de −22,7 °C, atteinte le 20 décembre 2009,,. 
Les paramètres climatiques de la commune ont été estimés pour le milieu du siècle (2041-2070) selon différents scénarios d'émission de gaz à effet de serre à partir des nouvelles projections climatiques de référence DRIAS-2020. Ils sont consultables sur un site dédié publié par Météo-France en novembre 2022.

## Urbanisme

### Typologie
Au 1er janvier 2024, Dampierre est catégorisée commune rurale à habitat dispersé, selon la nouvelle grille communale de densité à sept niveaux définie par l'Insee en 2022.
Elle est située hors unité urbaine. Par ailleurs la commune fait partie de l'aire d'attraction de Langres, dont elle est une commune de la couronne,. Cette aire, qui regroupe 77 communes, est catégorisée dans les aires de moins de 50 000 habitants,.

### Occupation des sols
L'occupation des sols de la commune, telle qu'elle ressort de la base de données européenne d’occupation biophysique des sols Corine Land Cover (CLC), est marquée par l'importance des territoires agricoles (78,9 % en 2018), une proportion sensiblement équivalente à celle de 1990 (79,7 %). La répartition détaillée en 2018 est la suivante : 
terres arables (40 %), prairies (38,9 %), forêts (17 %), zones urbanisées (2,6 %), milieux à végétation arbustive et/ou herbacée (1,5 %). L'évolution de l’occupation des sols de la commune et de ses infrastructures peut être observée sur les différentes représentations cartographiques du territoire : la carte de Cassini (XVIIIe siècle), la carte d'état-major (1820-1866) et les cartes ou photos aériennes de l'IGN pour la période actuelle (1950 à aujourd'hui).

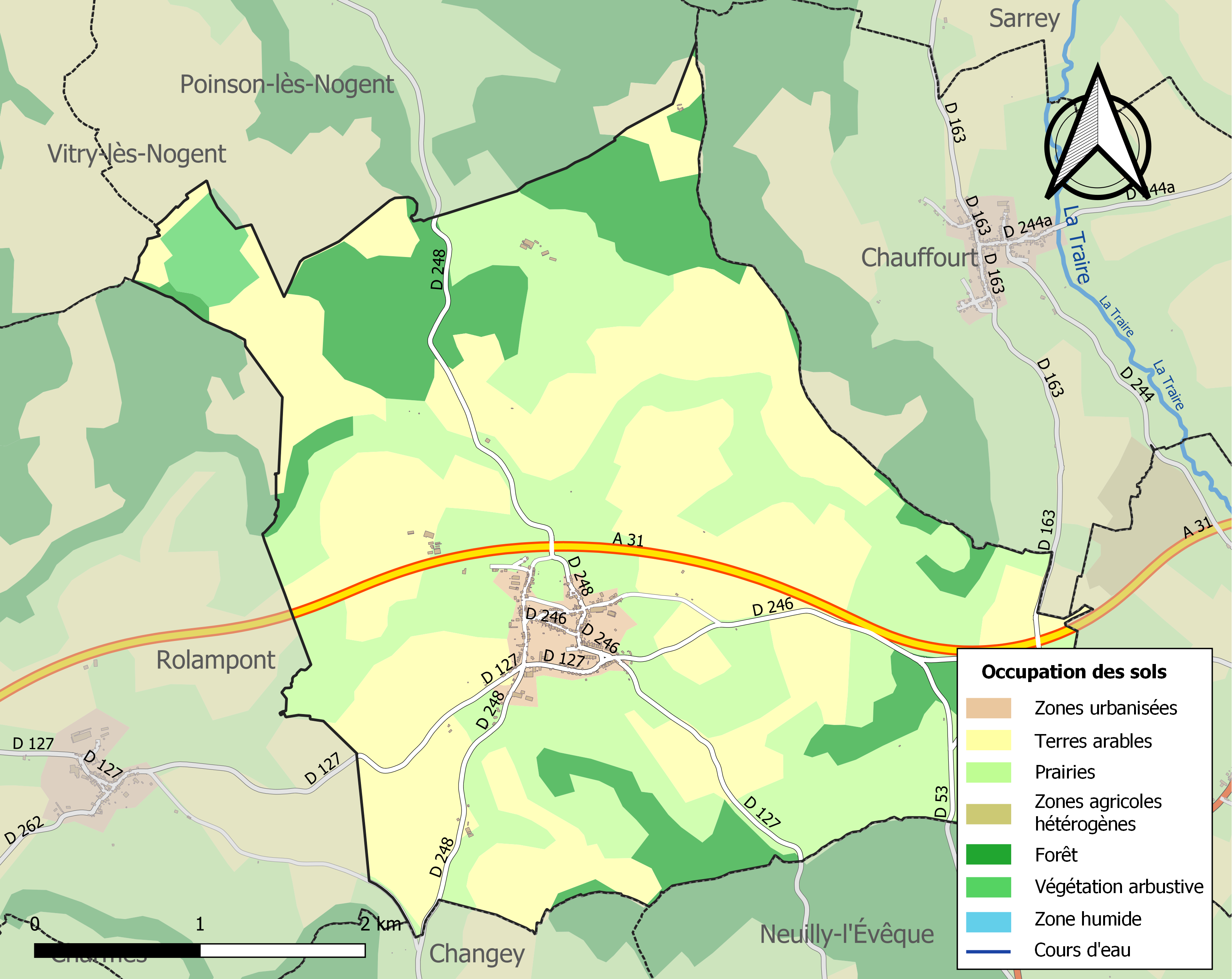
Carte des infrastructures et de l'occupation des sols de la commune en 2018 (CLC).

## Toponymie
En 1225, Dampierre apparaît sous les formes Dongna Petra en 1225, Donna Petra en 1229, Donnipetra (sans date), Dampetra en 1249, Domnapetra en 1254, Dampierre en 1263, Damptpierre en 1434, Dempierre en Bassigny en 1577, Dampierre les Changey en 1727. 
Dampierre est un hagiotoponyme caché : Du bas latin dominus et du nom de saint Petrus. D'où le sens global de « saint Pierre »

## Histoire
Sur le territoire de la commune de nombreux vestiges ont été retrouvés : briques, vases, statues, ossements, armes, pièces de monnaie de différentes époques. En 1887, lors de l'ouverture du chemin vers la ferme du Chêne, deux tumulus furent arasés ; le premier de 9 mètres par 8 avait deux squelettes côte à côte, la tête au nord avec des objets qui sont au Musée d'art et d'histoire de Chaumont. Le deuxième qui avait quinze mètres par douze ne contenait qu'un rasoir en bronze. Entre le plateau de Chanteroy et la voie romaine se trouvait le fanum de Fonteny.

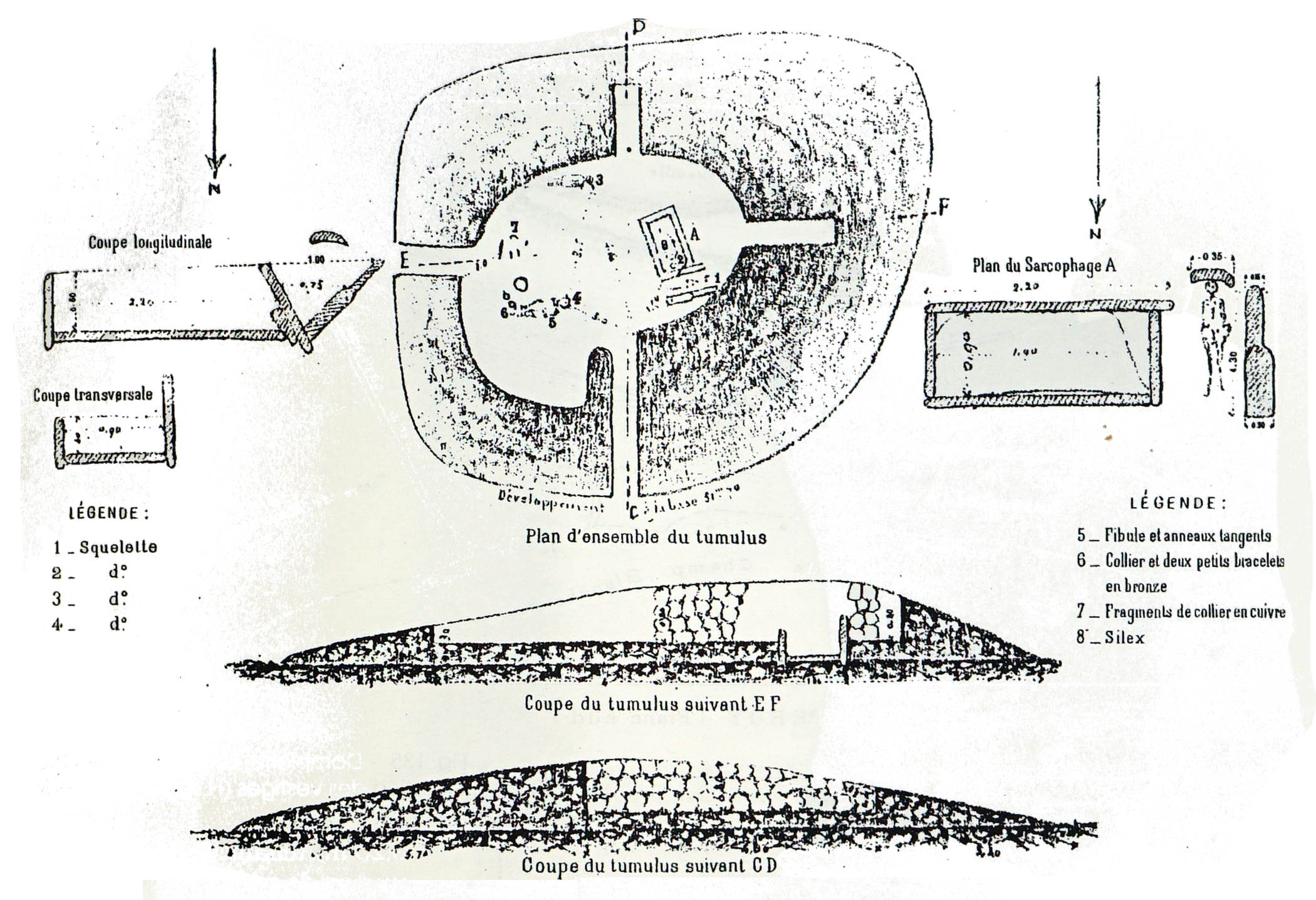
Tumulus de la Combe Quinot.

Les de Montarby ont été seigneurs de Dampierre aux XVe, XVIe, XVIIe et XVIIIe siècles. En 1688, Nicolas (Ier) de Montarby seigneur de Dampierre, réunit toutes les parties de Dampierre possédées par des branches collatérales ; son fils, Nicolas (II), transmet la seigneurie de Dampierre à son cousin éloigné, Étienne de Montarby,. Ce dernier sera guillotiné en 1794. La commune de Dampierre a adopté le blason des Montarby.

## Politique et administration

### Liste des maires
| Période                                  | Période  | Identité                     | Étiquette | Qualité |
| ---------------------------------------- | -------- | ---------------------------- | --------- | ------- |
| 1799                                     | 1806     | Nicolas Véchambre            |           |         |
| 1806                                     | 1818     | Pierre Besse                 |           |         |
| 1818                                     | 1831     | Jean Antoine De Montarby     |           |         |
| 1831                                     | 1841     | Nicolas Fourcaut             |           |         |
| 1842                                     | 1848     | Jean Antoine De Montarby     |           |         |
| 1848                                     | 1852     | Jean Baptiste Thomassin Bezy |           |         |
| 1852                                     | 1867     | Simon Alexandre Misset       |           |         |
| 1867                                     | 1870     | Nicolas Collier              |           |         |
| 1870                                     | 1870     | Auguste Henry                |           |         |
| 1871                                     | 1871     | Pierre Hutinet               |           |         |
| 1871                                     | 1876     | Nicolas Collier              |           |         |
| 1876                                     | 1878     | Pierre Hutinet               |           |         |
| 1878                                     | 1880     | Paul-Anasthase Massenet      |           |         |
| 1880                                     | 1881     | Nicolas Drapt                |           |         |
| 1881                                     | 1888     | Nicolas Collier              |           |         |
| 1888                                     | 1892     | Nicolas Drapt                |           |         |
| 1892                                     | 1904 ?   | Pierre Dechanet              |           |         |
|                                          |          | Antoine Dufour               |           |         |
|                                          | 1983     | André Luciot                 |           |         |
| 1983                                     | 2008     | Claude Dufour                |           |         |
| 2008                                     | 2020     | Jean-Pierre Luciot           |           |         |
| 2020                                     | En cours | Jean-Louis Courtoux          |           |         |
| Les données manquantes sont à compléter. |          |                              |           |         |

## Population et société

### Démographie
L'évolution du nombre d'habitants est connue à travers les recensements de la population effectués dans la commune depuis 1793. Pour les communes de moins de 10 000 habitants, une enquête de recensement portant sur toute la population est réalisée tous les cinq ans, les populations de référence des années intermédiaires étant quant à elles estimées par interpolation ou extrapolation. Pour la commune, le premier recensement exhaustif entrant dans le cadre du nouveau dispositif a été réalisé en 2008.

En 2022, la commune comptait 385 habitants, en évolution de −1,03 % par rapport à 2016 (Haute-Marne : −4,62 %, France hors Mayotte : +2,11 %).
| 1793 | 1800 | 1806 | 1821 | 1831 | 1836 | 1841 | 1846 | 1851 |
| ---- | ---- | ---- | ---- | ---- | ---- | ---- | ---- | ---- |
| 600  | 665  | 745  | 674  | 728  | 739  | 729  | 778  | 834  |

| 1856 | 1861 | 1866 | 1872 | 1876  | 1881 | 1886 | 1891 | 1896  |
| ---- | ---- | ---- | ---- | ----- | ---- | ---- | ---- | ----- |
| 803  | 836  | 834  | 835  | 1 125 | 764  | 803  | 873  | 1 015 |

| 1901 | 1906 | 1911 | 1921 | 1926 | 1931 | 1936 | 1946 | 1954 |
| ---- | ---- | ---- | ---- | ---- | ---- | ---- | ---- | ---- |
| 683  | 637  | 639  | 515  | 514  | 482  | 453  | 381  | 342  |

| 1962 | 1968 | 1990 | 1999 | 2006 | 2008 | 2013 | 2018 | 2022 |
| ---- | ---- | ---- | ---- | ---- | ---- | ---- | ---- | ---- |
| 320  | 334  | 339  | 371  | 362  | 360  | 390  | 384  | 385  |

## Culture locale et patrimoine

### Lieux et monuments
- Le fort de Dampierre ou fort Magalotti.

Le fort de Dampierre est, en surface, le deuxième fort de France avec une superficie de 52 hectares. Il est constitué d'une vaste enveloppe de 1 200 mètres de développement et d’un énorme réduit à cavalier. L'ensemble a été construit entre 1875 et 1878 et faisait partie du dispositif de protection de la ville de Langres.

Il pouvait accueillir 1 500 hommes en temps de paix et 3 000 hommes en temps de guerre. Son armement était composé de 142 pièces d'artillerie dont 82 pièces de rempart, 27 pièces à tir indirect et 26 pièces de flanquement. L'ensemble des infrastructures, réalisé en moellons, est recouvert de terre.

Il semble que le fort ait été occupé jusque dans le début des années 1920, puis un gardien en a assuré la surveillance. Ensuite, il ne servit que de dépôt de munitions et plus récemment de carrière de pierre. Ainsi le fort abandonné se meurt lentement. Ce fort appartient toujours à l'autorité militaire et fait partie du projet Natura 2000. Il ne se visite pas.
- La chapelle Saint-Pierre-et-Saint-Paul

Située à flanc de colline, en bordure d'un plateau calcaire et en limite du bois communal de  Champ Mécheron , elle domine la vallée de la Coudre.
Comme l'atteste l'inscription sur son tympan, « Cette chapelle a été construite par les mains et aux frais des habitants de Dampierre l'an de grâce 1855 ».
C’est à la suite des épidémies de choléra qui sévirent de 1832 à 1854 que les Dampierrois entreprirent sa construction en reconnaissance pour les vies épargnées.
Elle fut solennellement bénie le 23 juillet 1856, par le curé doyen de Neuilly-l'Évêque et celui de Dampierre, entourés de plusieurs autres ecclésiastiques et d’une foule de fidèles.
Un siècle et demi après sa construction, la chapelle paraissait à l'abandon et menaçait de ruine. Des travaux de restauration ont été menés de 2008 à 2010.
Du parvis, on peut apercevoir l'église de Dampierre distante de 1,36 km et les tours de la cathédrale Saint-Mammès de Langres, à 11,76 km à vol d'oiseau.
- L’église est dédiée à saint Pierre. Le culte de ce saint se développe surtout à la période carolingienne (an 800). Dans le chœur, il existe une belle statue de saint Pierre, assis sur son trône et tenant ses clés.

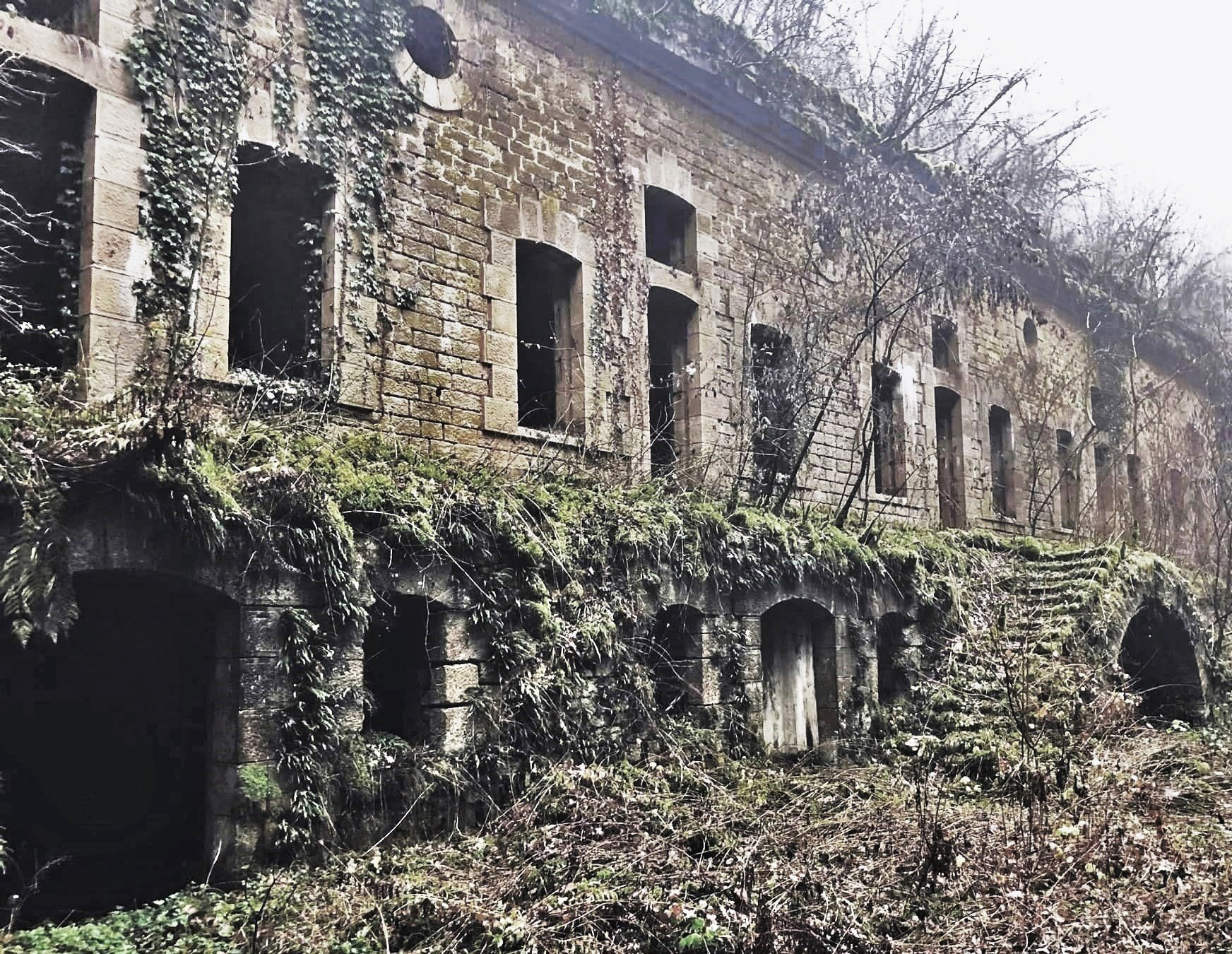
le Fort de Dampierre
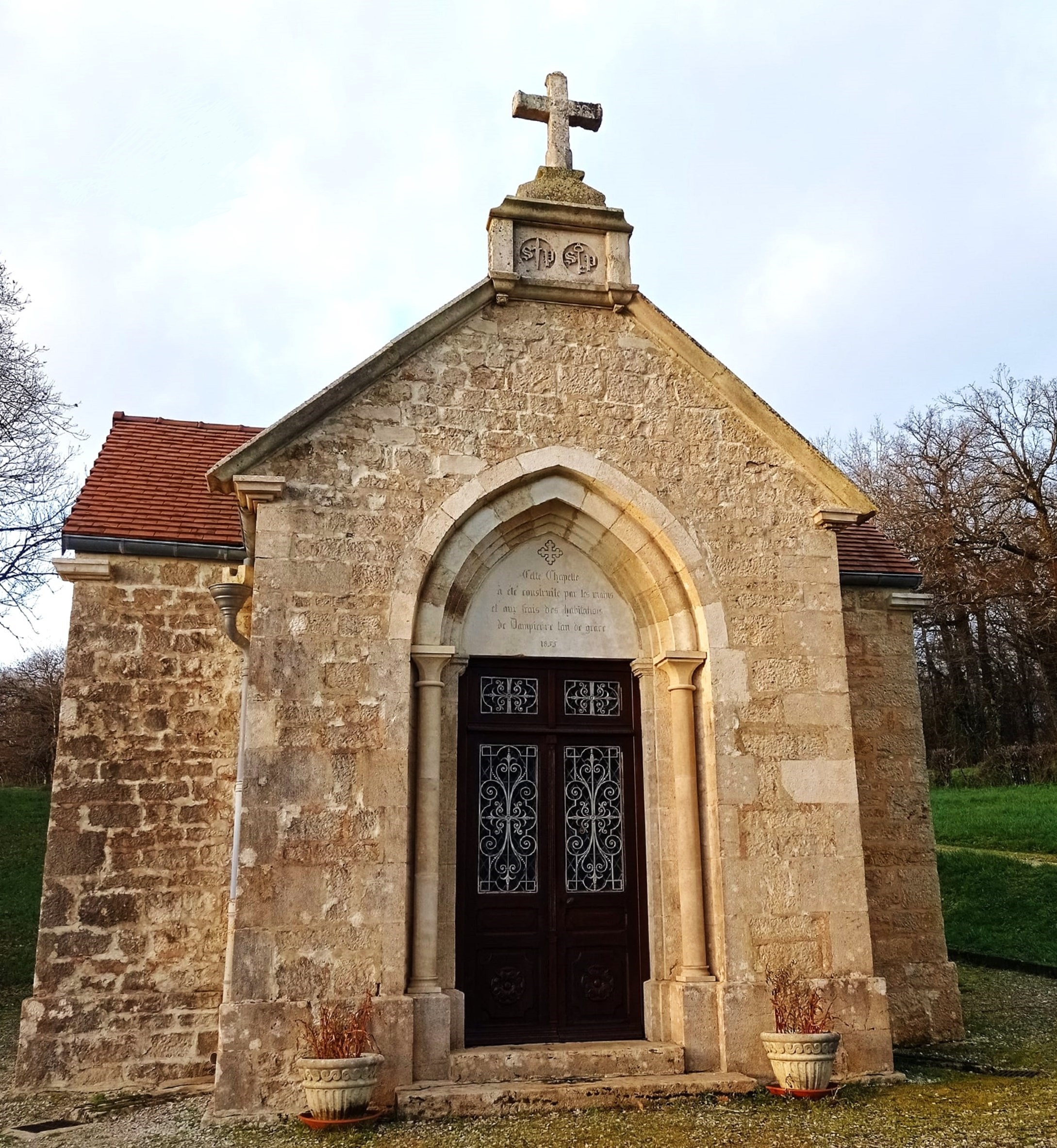
la Chapelle Saint-Pierre-et-Saint-Paul
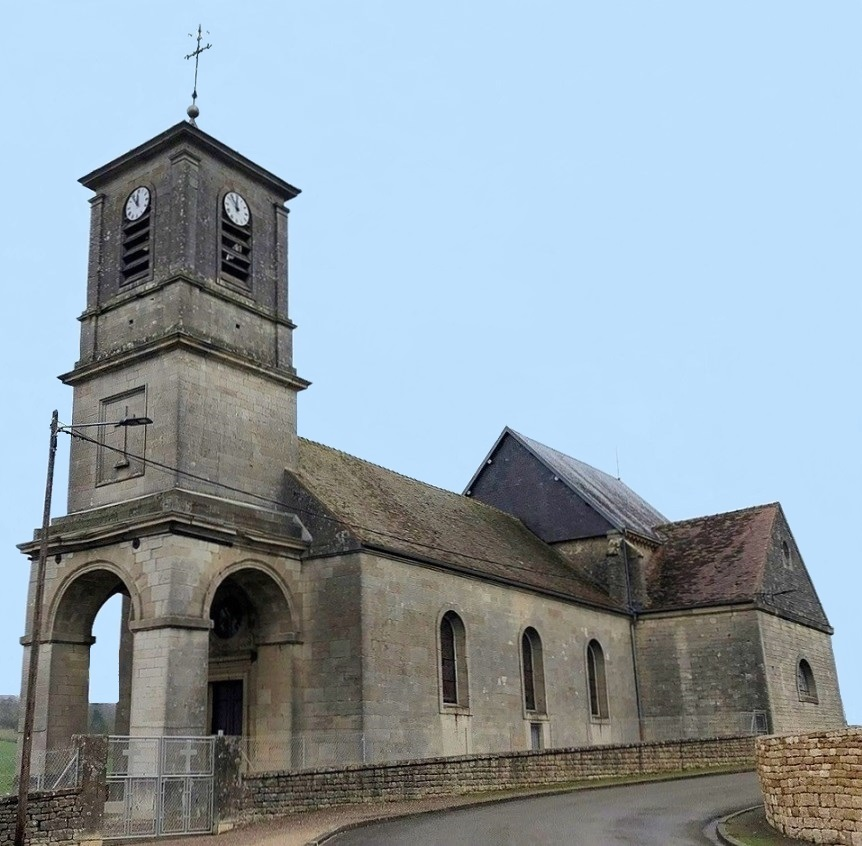
L'église Saint-Pierre-Saint-Paul

### Personnalités liées à la commune
- Oswald Bénigne de Montarby (1828-1865), officier de l'armée française.

### Héraldique
| Armes de Dampierre | Les armes de Dampierre se blasonnent ainsi : De gueules au chevron d'argent. |